# Дивні радіокола
Дивні радіокола (англ. Odd radio circle, ORC) — дуже велика незрозуміла астрономічна структура, відкрита астрономами у 2020 році. Станом на 26 червня 2020 року спостерігали чотири таких об'єкти. Об'єкт має форму кільця і спостерігається лише у діапазоні радіохвиль. Його не видно у видимих, інфрачервоних або рентгенівських хвилях. Два відомих ORC містять оптичні галактики у своїх центрах, можливо, галактики могли сформували ці об'єкти.

## Історія
Перший подібний об'єкт у грудні 2019 року знайшла австралійська астрономка Анна Капінська під час вивчення даних, отриманих у ході проєкту Evolutionary Map of the Universe (EMU). Потім вчені знайшли і інші схожі кільця. Кожна виявлена ORC була діаметром близько 1 кутової хвилини і знаходиться на деякій відстані від галактичної площини у високих галактичних широтах.
Достовірно невідомо, чим є дивні радіокола. Вчені виключили можливість того, що такі кільця є залишками після вибуху наднових. Вони також не є наслідком зореутворення в будь-яких галактиках. ORC також не можуть бути наслідком активності чорної діри, оскільки тоді вони були б іншої форми.